# Birac-sur-Trec
Birac-sur-Trec – miejscowość i gmina we Francji, w regionie Nowa Akwitania, w departamencie Lot i Garonna.
Według danych na rok 1990 gminę zamieszkiwało 636 osób, a gęstość zaludnienia wynosiła 44 osób/km² (wśród 2290 gmin Akwitanii Birac-sur-Trec plasuje się na 618. miejscu pod względem liczby ludności, natomiast pod względem powierzchni na miejscu 791.).